# Сухая Тунгуска (посёлок)
Сухая Тунгуска — посёлок в Туруханском районе Красноярского края, находится на межселенной территории.

## Географическое положение
Посёлок находится на правом берегу Енисея вблизи места впадения в него Сухой Тунгуски, примерно в 69 км к югу от центра района — села Туруханск.

## Климат
Климат резко континентальный, субарктический. Зима продолжительная. Средняя температура января −30˚С, −36˚С. Лето умеренно тёплое. Средняя температура июля от +13˚С до +18˚С. Продолжительность безморозного периода 73 — 76 суток. Осадки преимущественно летние, количество их колеблется от 400—600 мм.

## История
Посёлок основан в 1805 году ссыльнопоселенцем Санкт-Петербургской губернии Сидором Федоровичем Ковалевым.

## Население
| 2010 |
| ---- |
| 2    |

Постоянное население поселка 1 чел. (2006).